# アシュカン収容所

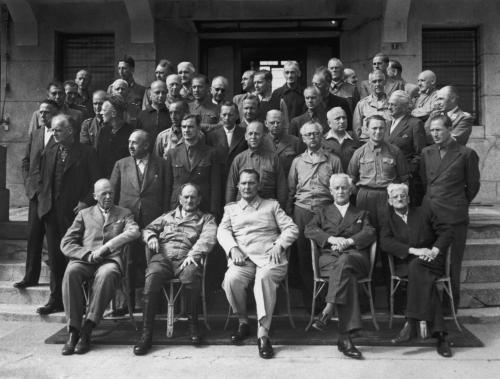
アシュカン収容所の囚人たち（1945年8月）。最前列中央はヘルマン・ゲーリング元帥。その他の人物の氏名についてはルクセンブルク語版ウィキペディアの記事の添付画像を参照。

第32中央欧州捕虜収容所（Central Continental Prisoner of War Enclosure No. 32）は、第二次世界大戦時に連合国が設置した捕虜収容所である。アシュカン（Ashcan, 「くずかご」）のコードネームでも呼ばれた。ルクセンブルク大公国・モンドルフ＝レ＝バンにあったパレス・ホテル（Palace Hotel）内に設置されており、ニュルンベルク裁判までヘルマン・ゲーリングやカール・デーニッツを始めとするナチス・ドイツの高官らが収容されていた。1945年5月から8月まで運営されていた。
また、イギリスはフランクフルト・アム・マインのクランスベルク城内に高官収容所としてキャンプ・ダストビン（Camp Dustbin, 「ごみ箱」収容所）を設置していた。ダストビンの収容者には、アルベルト・シュペーアやヴェルナー・フォン・ブラウンなど、技術者が多かった。

## 歴史

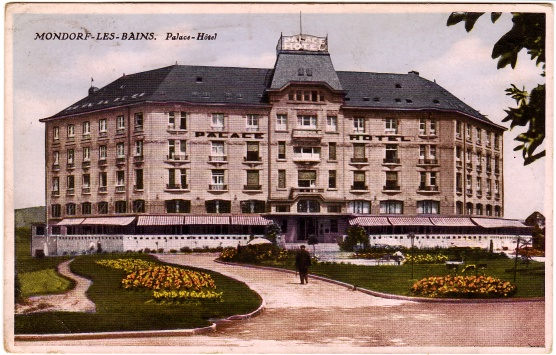
戦前のパレス・ホテル

アシュカン収容所は連合国軍司令部の命令により設置された。バートン・アンドラス米陸軍大佐が所長を務め、職員としては米陸軍第391高射砲大隊（391st Anti-Aircraft Battallion）所属将兵のほか、捕虜となっていたドイツ人のうち連合国側情報機関によって選ばれた42名の特技者（床屋、歯科医、医師、ホテル・マネージャーなど）が配属されていた。
パレス・ホテルは4階建ての高級ホテルで、1945年初頭からアメリカ軍が接収し臨時兵舎として利用していた。収容所への改修にあたり、高圧電流を流した15フィート高の有刺鉄線柵、機関銃およびクリーグ・ライト（投光器）を備える監視塔などが周囲に設置された。警備体制は非常に厳重で、憲兵隊員でさえ中に入ることは難しかった。憲兵らの間では皮肉交じりに「（中に入るには）神によって署名され、誰かが署名の真偽を確認した通行証が必要だ」という冗談が語られていた。高級ホテル内に設置されてはいたものの、その環境は厳格で、収容者らのベッドやテーブルは全て陸軍式の安価なものに置き換えられていた。
1945年8月10日、収容者らは裁判出廷のためニュルンベルクへ送られ、その後まもなくしてアシュカン収容所は解体された。パレス・ホテルはその後も営業を続けていたが、1988年に解体された。

## 主な収容者
アシュカン収容所の収容者はいずれもドイツ国政府および国家社会主義ドイツ労働者党（NSDAP）の要人であり、ほとんどはニュルンベルク裁判の被告となった。
- ヘルマン・ゲーリング - 国家元帥、空軍総司令官
- ヨアヒム・フォン・リッベントロップ - 外相
- ロベルト・ライ - ドイツ労働戦線全国指導者
- ヴィルヘルム・カイテル - 陸軍元帥、国防軍最高司令部（OKW)総長
- アルフレート・ヨードル - 陸軍上級大将、OKW作戦部長
- カール・デーニッツ - 海軍元帥、フレンスブルク政府大統領
- フリッツ・ザウケル - 労働力配置総監
- ヴァルター・フンク - 経済相、帝国銀行総裁
- ハンス・フランク - ポーランド総督府総督
- ヴィルヘルム・フリック - 内務相
- アルトゥル・ザイス＝インクヴァルト - オランダ国家弁務官
- コンスタンティン・フォン・ノイラート - 外相（リッペントロップの前任者）、ベーメン・メーレン保護領総督
- ユリウス・シュトライヒャー - 『シュテュルマー』紙の発行者
- ルートヴィヒ・シュヴェリン・フォン・クロージク - 財務相
- ゲルト・フォン・ルントシュテット - 陸軍元帥
- アルベルト・ケッセルリンク - 空軍元帥、イタリア戦線司令官
- ヨハネス・ブラスコヴィッツ - 陸軍上級大将、ポーランド占領司令官、G軍集団司令官、H軍集団司令官
- ヴァルター・ヴァルリモント - 陸軍大将、元OKW作戦部長次長
- エーリッヒ・デトレフェン - 陸軍大将、総統大本営職員
- エルンスト・フォン・フライエント - 陸軍大佐、カイテル元帥の副官
- ハンス・ハインリヒ・ラマース - 首相官房長
- フリードリヒ・ヴィルヘルム・クリツィンガー - 国務長官、ラマースの代理としてヴァンゼー会議に出席。
- フランツ・クサーヴァー・シュヴァルツ - 財政全国指導者
- クルト・ダリューゲ - 秩序警察長官
- ヴァルター・ブーフ - 党最高裁判所長官
- フランツ・フォン・エップ - バイエルン州国家代理官
- ヘルマン・ライネッケ - 陸軍大将、国防軍最高司令部国家社会主義指導部長
- エルンスト・ヴィルヘルム・ボーレ - 外務次官、国家社会主義ドイツ労働者党外国組織部指導者
- フランツ・ゼルテ - 労働相、鉄兜団、前線兵士同盟団長
- カール・ブラント - 親衛隊少将、ラインハルト作戦、T4作戦の責任者
- エーリッヒ・フックス - 親衛隊軍曹、ラインハルト作戦、T4作戦の実行者
- カール・ヴィルヘルム・クラウス - 親衛隊大尉、戦前のヒトラーの警護官で従僕、ハインツ・リンゲの前任者